# Agathosma insignis
Agathosma insignis là một loài thực vật có hoa trong họ Cửu lý hương. Loài này được (Compton) Pillans mô tả khoa học đầu tiên năm 1950.